# 白石公园
27°51′11″N 112°53′41″E / 27.85306°N 112.89472°E

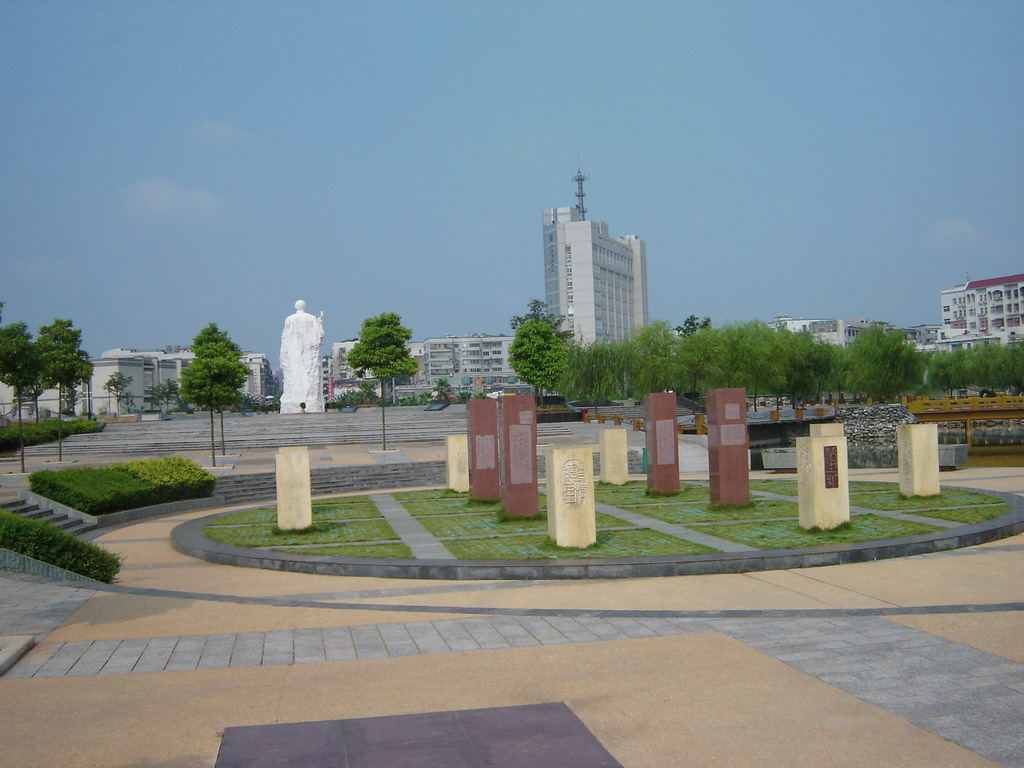
齐白石塑像背面与砚台

白石公园位于湖南省湘潭市雨湖区的开放式的城市公园。
2001年在白马湖的基础上改建，2005年基本建成，东靠大湖北路，西近宝庆路，长750米，北临高标村，南靠中山街道，宽350米。公园以该市名人齐白石为主题，正门旁边为齐白石纪念馆，园内有齐白石塑像。是雨湖区市民活动的一个主要场所，例如是该市历年两个元宵焰火晚会场所之一（另外一个在岳塘区湘潭体育中心）。